# Regine Tugade-Watson
Regine Kate Tugade-Watson (* 28. Januar 1998 in Dededo) ist eine US-amerikanische Leichtathletin aus Guam, die sich auf den Sprint spezialisiert hat.

## Sportliche Laufbahn
Erste Erfahrungen bei internationalen Meisterschaften sammelte Regine Tugade im Jahr 2014, als sie bei den Juniorenozeanienmeisterschaften in Rarotonga in 25,52 s die Bronzemedaille im 200-Meter-Lauf gewann und über 100 m mit 12,70 s in der ersten Runde ausschied. Im Jahr darauf belegte sie bei den U18-Ozeanienmeisterschaften in Cairns in 25,28 s den fünften Platz über 200 m und schied anschließend bei den Jugendweltmeisterschaften in Cali mit 25,81 s im Vorlauf aus. Dank einer Wildcard startete sie im August im 100-Meter-Lauf bei den Weltmeisterschaften in Peking, kam dort aber mit 12,60 s nicht über die Vorrunde hinaus. 2016 vertrat sie ihr Land erneut dank einer Wildcard bei den Olympischen Sommerspielen in Rio de Janeiro und schied dort mit 12,52 s in der Vorausscheidung aus. Im Herbst begann sie ein Studium an der United States Naval Academy. 2017 schied sie bei den U20-Ozeanienmeisterschaften in Suva mit 25,92 s in der Vorrunde über 200 m aus und anschließend kam sie bei den Weltmeisterschaften in London mit 26,22 s nicht über den Vorlauf hinaus. 2019 belegte sie bei den Pazifikspielen in Apia in 12,03 s den vierten Platz über 100 m und gelangte mit 24,42 s auch im 200-Meter-Lauf auf Rang vier. Zudem wurde sie mit 5,23 m auch Vierte im Weitsprung und klassierte sich mit der nationalen 4-mal-400-Meter-Staffel mit 4:10,22 min auf Rang vier. 2021 vertrat sie ihr Land erneut über 100 m bei den Olympischen Sommerspielen in Tokio und schied dort mit 12,17 s in der Vorausscheidung aus.
2023 gewann sie bei den Pazifikspielen in Honiara in 11,92 s die Bronzemedaille über 100 Meter hinter der Australierin Georgia Harris und Isila Apkup aus Papua-Neuguinea und auch über 200 Meter sicherte sie sich in 24,24 s die Bronzemedaille hinter Esther Wejieme aus Neukaledonien und Leonie Beu aus Papua-Neuguinea. Zudem belegte sie im Weitsprung mit 5,38 m den siebten Platz. Im Jahr darauf schied sie bei den Ozeanienmeisterschaften in Suva mit 12,33 s im Halbfinale über 100 Meter aus und kam über 200 Meter mit 24,64 s nicht über den Vorlauf hinaus. Im August nahm sie dank einer Wildcard über 100 Meter an den Olympischen Sommerspielen in Paris teil und schied dort mit 11,87 s im Vorlauf aus.
2024 wurde Tugade-Watson Landesmeisterin im 100-Meter-Lauf und im Weitsprung.

## Persönliche Bestleistungen
- 100 Meter: 11,76 s (+1,0 m/s), 20. Juni 2024 in Majuro (Landesrekord)
  - 60 Meter (Halle): 7,56 s, 1. März 2020 in Bethlehem (Landesrekord)
- 200 Meter: 24,24 s (+1,7 m/s), 1. Dezember 2023 in Honiara (Landesrekord)
  - 200 Meter (Halle): 24,31 s, 21. Februar 2020 in Annapolis (Landesrekord)
- Weitsprung: 5,60 m, 3. Februar 2018 in Annapolis (Landesrekord)